# コールバック
コールバックは、回線交換電気通信において、呼び出し側から着信側に電話番号などを通知した後、一旦通信回線を開放し、着信側から発信側を呼び出して通話を継続する通話法である。

## コールバックの用途
コールバックの用途としては、次のようなものがあげられる。
- 国際電話において、着信側からの発信のほうが安い場合に料金を節約する（大口割引・各国の料金制度の違いの利用）。IP電話などの格安通話サービスへの置き換えが進んでいる。
- 着信側が通話料金を負担する。着信課金サービスが提供されるようになったので、使用されることが少なくなっている。

## コールバックの種類
コールバックには、呼び出し側に通話料金が課金されるものと課金されないものとがある。
課金方式回線接続を行いDTMFなどで暗証番号・発信電話番号・着信電話番号などを通知した後、回線を開放して再び着信側から呼び返すもの。
無課金方式網標準の番号通知で発信電話番号を取得し、回線接続を行うことなく着信側から呼び返すもの。ステルスコールバックとも呼ばれる。利用者に個別の着信用電話番号を割り当てる方式もある。
- コードコーリングとは、本来は専用線・内線電話において、特殊な呼び出し音で特別な通話要求を区別することである。

次のような接続方式は、公衆交換電話網に大きな負担をかけるため、1996年10月に国際電気通信連合により禁止が決議された。
ポーリング一定の間隔で着信側から発信側に発信要求がないか問い合わせを行い、発信要求がある場合に回線接続を行うもの。
アンサーサプレッション電話交換機の課金信号を動作させずに回線接続を行い発信電話番号を通知するもの。
また、発展途上国を中心とした地域で全てのコールバックが禁止されている。